# 谷野欧太
谷野 欧太（たにの おうた、1992年6月23日 - ）は、日本の元子役・俳優。東京都出身。元サンミュージックブレーン所属。血液型O型。

## 人物
- 『大好き!五つ子シリーズ』の初代・桜井拓也である。
- 趣味は映画鑑賞、音楽鑑賞。特技は野球、剣道。

## 出演

### テレビドラマ
- 花王 愛の劇場「熱中家族」（1998年、TBS） - 純 役
- 板橋マダムス（1998年、フジテレビ） - 青沼リュウ 役
- 大河ドラマ「元禄繚乱」（1999年、NHK） - 吉良義周 役
- 天国に一番近い男 第2話（1999年、TBS）
- 愛の劇場「大好き!五つ子」（1999年7月 - 9月、TBS） - 桜井拓也 役
- 愛の劇場「大好き!五つ子2」（2000年7月 - 9月、TBS） - 桜井拓也 役
- 愛の劇場「大好き!五つ子3」（2001年7月 - 8月、TBS） - 桜井拓也 役
- 愛の劇場「大好き!五つ子4」（2002年7月 - 8月、TBS） - 桜井拓也 役
- 爆竜戦隊アバレンジャー 第2話（2003年2月、テレビ朝日） - 淳 役
- 愛の劇場「大好き!五つ子5」（2003年7月 - 8月、TBS） - 桜井拓也 役
- 愛の劇場「大好き!五つ子6」（2004年7月 - 9月、TBS） - 桜井拓也 役
- ホステス探偵危機一髪6（2004年） - 黒崎（澤田）誠
- 天才てれびくんMAX 天てれドラマ「少年刑事スイリくん〜おヒラメさまの謎を追え」（2005年5月9日 - 11日、NHK教育テレビ） - 熊吉 役
- ウルトラマンマックス 第25話（2005年12月17日、CBC・TBS系） - 駈 役
- 新・風のロンド 第2部（2006年、東海テレビ・フジテレビ系） - 野代智 役
- 名奉行! 大岡越前 第2シリーズ 第9話（2006年7月11日、テレビ朝日） - 新太郎 役
- ドラマコンプレックス「P・ハート 〜子供嫌いの小児科医物語〜」（2006年9月19日、日本テレビ） - 大久保明 役
- 魔王 第5話（2008年、TBS） - 領 役